# Arnhofen (Aindling)
Arnhofen ist ein Gemeindeteil von Aindling im schwäbischen Landkreis Aichach-Friedberg in Bayern. Das Kirchdorf liegt circa eineinhalb Kilometer östlich von Aindling im Donau-Isar-Hügelland.

## Einwohner
Mit 95 Einwohnern ist Arnhofen nach Weichenberg (52 Einwohner) sowie Nesslach (8 Einwohner) der am drittwenigsten besiedelte Gemeindeteil von Aindling (Stand 1. Januar 2023). Bei der Volkszählung 1871 hatte das Kirchdorf nur 56 Einwohner.

## Geschichte
Arnhofen liegt auf der Gemarkung von Hausen. Mit dem ersten Gemeindeedikt von 1808 wurde es Bestandteil des Steuerdistrikts Stotzard. Bei der Einrichtung der Ruralgemeinden (zweites Gemeindeedikt von 1818) blieb es kurzfristig bei Stotzard, nach der Auflösung des Herrschaftsgerichts Affing (18. Januar 1819) kam es zu Hausen und unterstand unmittelbar dem Landgericht Aichach. Seit der Trennung von Justiz und Verwaltung am 1. Juli 1862 gehörte Hausen mit seinen Ortsteilen zum Bezirksamt Aichach (ab 1939: Landkreis Aichach). Am 1. Juli 1972 wurde der Ort dem neugegründeten Landkreis Aichach-Friedberg zugeschlagen, der bis zum 1. Mai 1973 den Namen Landkreis Augsburg-Ost trug. Im Zuge der Gebietsreform in Bayern war die Gemeinde Hausen mit dem Ortsteil Arnhofen bereits am 1. Oktober 1971 in die Marktgemeinde Aindling eingegliedert worden.

## Sprache und Dialekt
Der Landkreis Aichach-Friedberg ist bekannt für seinen doch eher einzigartigen bairischen Dialekt. Hier werden Komponenten des oberbairischen Dialekts mit schwäbischem Einfluss vermischt. Das Bayerische Staatsministerium  für Bildung und Kultus, Wissenschaft und Kunst, hat in seiner Antwort auf die schriftliche Anfrage des Abgeordneten Florian Streibl (Freie Wähler) den Dialekt östlich des Lechs um Aichach und Friedberg als Mittelbairisch bezeichnet. Diese Dialektform ist unter anderem bei der alteingesessenen Bevölkerung von Arnhofen noch zu hören. Da die junge Generation aufgrund der Erstausbildung und weiterführenden Schulen sowie Studiengängen oft Arnhofen und die Region in frühen Jahren verlassen muss, ist diese Dialektform von Assimilation betroffen.

## Sehenswürdigkeiten
Siehe auch: Liste der Baudenkmäler in Arnhofen
- Katholische Kirche St. Elisabeth

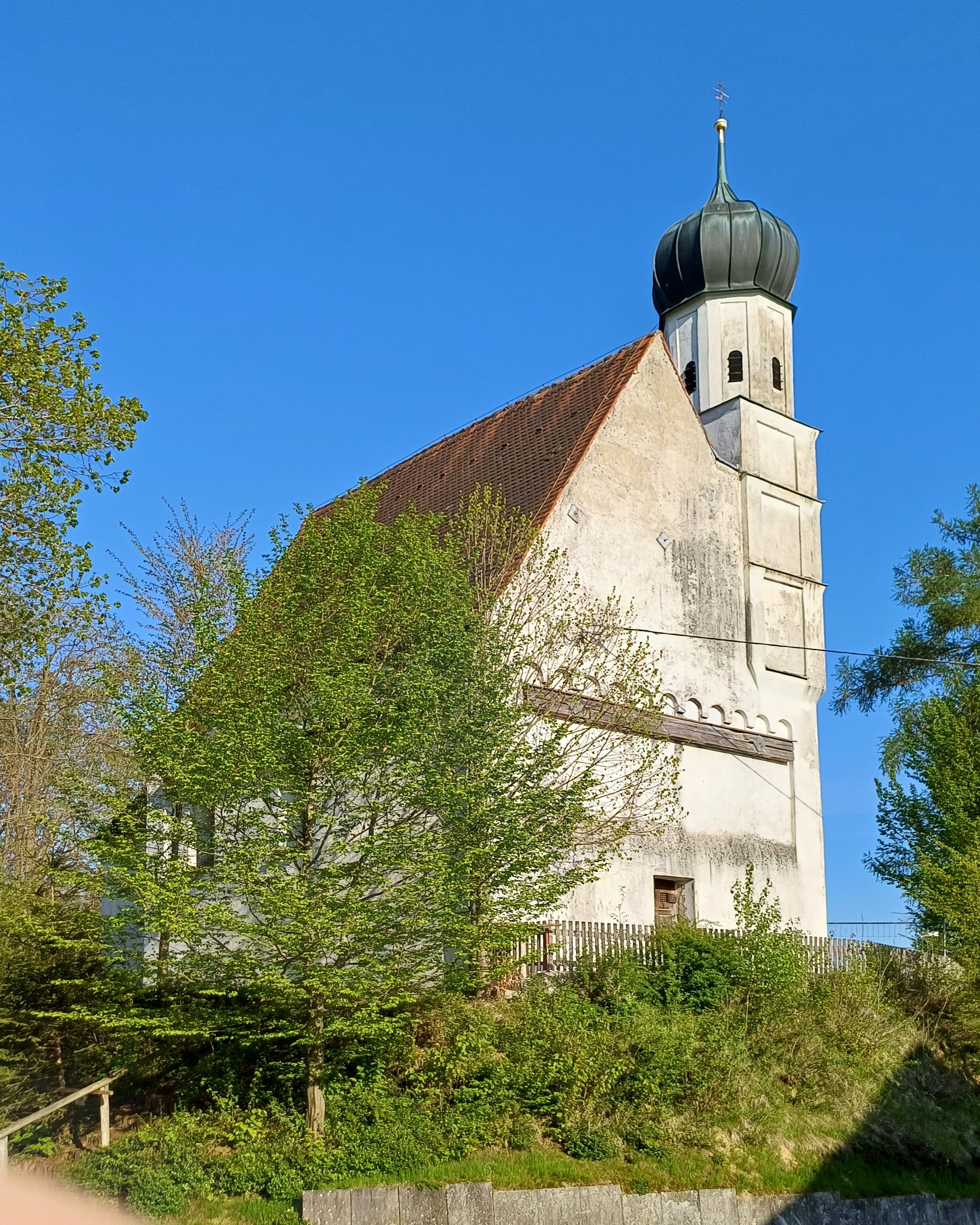
Kirche St. Elisabeth

Laut dem Bayerischen Landesamt für Denkmalpflege konnten in der Kirche mittelalterliche sowie der frühneuzeitliche Funde sichergestellt werden. Die Kirchenglocke der St.-Elisabeth-Kirche ist die älteste Glocke des Landkreises Aichach-Friedberg.